# مدفع فيلدكانون 96 الجديد 7.7 سم
كان مدفع فيلدكانون 96 الجديد 7.7 سم (7.7 cm FK 96 n.A.) مدفع ميداني استخدمته ألمانيا في الحرب العالمية الأولى. رمم نموذج للمدفع استولت عليها القوات الأسترالية في معركة هامل وهي معروضة في متحف الدروع والمدفعية الأسترالي.

## الوصف
جمعت البندقية ماسورة مقاس 7.7 سم 96 مع نظام الارتداد، ومؤخرة جديدة وعربة جديدة. كان مدفع فيلدكانون 96 الجديد 7.7 سم أقصر مدى، ولكنه أخف من المدفع الفرنسي Canon de 75 modèle 1897 أو المدفع البريطاني Ordnance QF 18، الأمر الذي خدمهم جيدًا خلال المراحل الأولى من الحرب العالمية الأولى. ولكن بمجرد أن أصبحت الجبهة ثابتة، أدى طول مدى المدفع الفرنسي والبريطاني إلى تفوقهم على الألمان.